# Herb gminy Bukowiec
Herb gminy Bukowiec – symbol gminy Bukowiec, ustanowiony 30 sierpnia 2005.

## Wygląd i symbolika
Herb przedstawia na tarczy koloru czerwonego srebrny buk z pięcioma liśćmi (nawiązanie do nazwy gminy), a pod nim dwa półksiężyce z gwiazdami (z herbu szlacheckiego Leliwa). 